# Roberto Vasai
Roberto Vasai (Montevarchi, 10 luglio 1951) è un politico italiano.

## Biografia
Di professione ferroviere, Vasai è stato sindaco di Pergine Valdarno per tre legislature, dal 1975 al 1990 per il PCI. Dal 1999 al 2009, in quota prima PDS e poi DS, ha fatto parte delle due Giunte provinciali aretine presiedute da Vincenzo Ceccarelli, con il ruolo di assessore ad agricoltura, caccia, pesca e sport.
Nel 2009 vince le primarie del Partito Democratico per candidarsi alla presidenza della provincia. superando Gilberto Dindalini. Nel giugno successivo alle elezioni amministrative del 2009 è eletto presidente della Provincia di Arezzo, ottenendo al ballottaggio il 60,65% contro il 39,35% della candidata di centro-destra Lucia Tanti. La coalizione di governo che sostiene Vasai è formata da Partito Democratico, Italia dei Valori e Sinistra e Libertà.
Viene confermato alla presidenza della provincia di Arezzo anche nel 2014, dopo l'abolizione dell'elezione diretta da parte dei cittadini; rimane in carica fino al 31 ottobre 2018.